# سيلاب (زيلايي)
سیلاب (بالفارسية: سیلاب) هي قرية تقع في إيران في قسم زیلایی الريفي. يقدر عدد سكانها بـ 71 نسمة بحسب إحصاء 2016.